# Campionati norvegesi di sci alpino 1960
I Campionati norvegesi di sci alpino 1960 si svolsero a Norefjell tra il 2 e il 3 aprile; furono assegnati i titoli di slalom gigante, slalom speciale e combinata, sia maschili sia femminili.

## Risultati

### Uomini

#### Slalom gigante
| Pos. | Atleta       | Nazione  |
| ---- | ------------ | -------- |
| 1    | Asle Sjåstad | Norvegia |
| 2    | Benno Patt   | Norvegia |
| 3    | Jon Strand   | Norvegia |

Data: 3 aprile

#### Slalom speciale
| Pos. | Atleta           | Nazione  |
| ---- | ---------------- | -------- |
| 1    | Petter Støle     | Norvegia |
| 2    | Oddvar Rønnestad | Norvegia |
| 3    | Arild Holm       | Norvegia |

Data: 2 aprile

#### Combinata
| Pos. | Atleta           | Nazione  |
| ---- | ---------------- | -------- |
| 1    | Petter Støle     | Norvegia |
| 2    | Arild Holm       | Norvegia |
| 3    | Oddvar Rønnestad | Norvegia |

Data: 2-3 aprile

### Donne

#### Slalom gigante
| Pos. | Atleta           | Nazione  |
| ---- | ---------------- | -------- |
| 1    | Liv Christiansen | Norvegia |
| 2    | Wanda Klavenes   | Norvegia |
| 3    | Marit Haraldsen  | Norvegia |

Data: 3 aprile

#### Slalom speciale
| Pos. | Atleta         | Nazione  |
| ---- | -------------- | -------- |
| 1    | Astrid Sandvik | Norvegia |
| 2    | Wanda Klavenes | Norvegia |
| 3    | Guri Holm      | Norvegia |

Data: 2 aprile

#### Combinata
| Pos. | Atleta         | Nazione  |
| ---- | -------------- | -------- |
| 1    | Wanda Klavenes | Norvegia |
| 2    | Astrid Sandvik | Norvegia |
| 3    | Guri Holm      | Norvegia |

Data: 2-3 aprile